# Åke Claesson
Åke Harald Einar Claesson, född 2 juli 1889 i Adolf Fredriks församling i Stockholm, död 29 maj 1967 i Kungsholms församling i Stockholm, var en svensk skådespelare och sångare.

## Biografi
Claesson var son till godsägaren Robert Claesson och Sigrid Naesman. Han studerade vid Dramatens elevskola 1910–1912. Åren 1916–1920 var han verksam vid olika svenska teatrar i Finland. Han engagerades 1942 vid Dramaten, där han även undervisade vid Dramatens elevskola. Han blev känd som Bellman-tolkare och framträdde även i USA med sitt Bellmanprogram. Han filmdebuterade i rollen som Bellman i Två konungar 1925 och kom att medverka i ytterligare ett 60-tal filmer.
Han var från 1919 till sin död gift med Valentine Sue (1893–1982), som var född i Ryssland. De är gravsatta i minneslunden på Skogskyrkogården i Stockholm.

## Filmografi i urval
- 1925 – Två konungar
- 1930 – Ulla, min Ulla
- 1940 – Familjen Björck
- 1940 – Ett brott
- 1941 – Dunungen
- 1941 – Livet går vidare
- 1941 – Spökreportern
- 1942 – Lågor i dunklet
- 1942 – Fallet Ingegerd Bremssen
- 1942 – Man glömmer ingenting
- 1942 – Ungdom i bojor
- 1942 – En äventyrare
- 1942 – Himlaspelet
- 1942 – General von Döbeln
- 1942 – En sjöman i frack
- 1942 – Vårat gäng
- 1942 – Sol över Klara
- 1943 – Aktören
- 1943 – Hon trodde det var han
- 1943 – Herre med portfölj
- 1943 – Ungt blod
- 1943 – Kvinnor i fångenskap
- 1944 – Släkten är bäst
- 1944 – Vändkorset
- 1944 – Jag är eld och luft
- 1944 – Kungajakt
- 1944 – Appassionata
- 1945 – Maria på Kvarngården
- 1945 – Flickor i hamn
- 1945 – I som här inträden
- 1945 – Den allvarsamma leken
- 1945 – Resan bort
- 1945 – Jagad
- 1945 – Trötte Teodor
- 1945 – Svarta rosor
- 1946 – Hotell Kåkbrinken
- 1946 – Ödemarksprästen
- 1946 – Iris och löjtnantshjärta
- 1946 – Begär
- 1947 – Försummad av sin fru
- 1947 – Nattvaktens hustru
- 1947 – Maria
- 1947 – Onda ögon
- 1948 – Musik i mörker
- 1948 – Solkatten
- 1948 – Eva
- 1950 – Två trappor över gården
- 1950 – Ung och kär
- 1951 – Sköna Helena
- 1951 – Fröken Julie
- 1951 – Dårskapens hus
- 1953 – Vägen till Klockrike
- 1954 – Gabrielle
- 1954 – Karin Månsdotter
- 1954 – Seger i mörker
- 1954 – Ung sommar
- 1955 – Paradiset
- 1955 – Finnskogens folk
- 1955 – Het är min längtan
- 1956 – Nattbarn
- 1961 – Änglar, finns dom?
- 1961 – Kardinalernas middag
- 1961 – Myteriet på Caine
- 1962 – De vackra människor

## Teater

### Roller (ej komplett)
| År   | Roll                             | Produktion                                                                         | Regi              | Teater                       |
| ---- | -------------------------------- | ---------------------------------------------------------------------------------- | ----------------- | ---------------------------- |
| 1920 |                                  | Hotellråttan (Souris dʼhôtel) Marcel Gerbidon och Paul Armont                      |                   | Vasateatern                  |
| 1922 | Paul                             | Mexiko-guld (Mexiko-Gold) Rudolf Lothar och Hans Bachwitz                          | Uno Brander       | Blancheteatern               |
| 1922 |                                  | Dick eller Danny (Pals First) Lee Wilson Dodd                                      | Erik Berglund     | Blancheteatern               |
| 1922 | Dr Hans Rötscher                 | Babyn (Das Baby) Hans Sturm och Fritz Jakobstedter                                 | Nils Arehn        | Blancheteatern               |
| 1927 | Greve Raoul de Vrisac            | Markisinnan (The Marquise) Noël Coward                                             | Gustaf Nessler    | Svenska Teatern, Helsingfors |
| 1929 | Greve Archi                      | Patrasket Hjalmar Bergman                                                          | Tollie Zellman    | Svenska Teatern, Helsingfors |
| 1929 | Jonathan Jeremiah Peachum        | Tiggaroperan (Die Dreigroschenoper) Bertolt Brecht och Kurt Weill                  | Nicken Rönngren   | Svenska Teatern, Helsingfors |
| 1939 | Elias Reback                     | Johan Ulfstjerna Tor Hedberg                                                       | Sandro Malmquist  | Nya Teatern                  |
| 1940 | Monsieur Maingot                 | Diana går på jakt (French Without Tears) Terence Rattigan                          | Stig Torsslow     | Nya Teatern                  |
| 1941 | Professorn                       | Det evigt manliga (The Male Animal) James Thurber och Elliott Nugent               | Stig Torsslow     | Vasateatern                  |
| 1943 | Professor Botelius               | Den stora skuggan Carlo Keil-Möller                                                | Carlo Keil-Möller | Dramaten                     |
| 1943 | Markis de Chamarande             | Kungen (Le Roi) Robert de Flers, Emmanuel Arène och Gaston Arman de Caillavet      | Rune Carlsten     | Dramaten                     |
| 1945 | Edvard Troilsky, utrikesminister | Ödestimmen Hjalmar Söderberg                                                       | Rune Carlsten     | Dramaten                     |
| 1945 | Direktör Humbert                 | Av hjärtans lust Karl Ragnar Gierow                                                | Rune Carlsten     | Dramaten                     |
| 1948 | Herr Tarde                       | En vildfågel (La Sauvage) Jean Anouilh                                             | Rune Carlsten     | Dramaten                     |
| 1950 | Doktorn                          | Brand Henrik Ibsen                                                                 | Alf Sjöberg       | Dramaten                     |
| 1950 | Joseph                           | Fruns salig mor (Spektakel från sekelskiftet) (Feu la mère madame) Georges Feydeau | Mimi Pollak       | Dramaten                     |
| 1950 | Masseau                          | Chéri Colette                                                                      | Mimi Pollak       | Dramaten                     |
| 1950 | Svante Sture                     | Erik XIV August Strindberg                                                         | Alf Sjöberg       | Dramaten                     |
| 1951 | Kilian, en domare                | Diamanten (Der Diamant) Friedrich Hebbel                                           | Rune Carlsten     | Dramaten                     |

## Radioteater

### Roller
| År   | Roll                          | Produktion                                 | Regi            |
| ---- | ----------------------------- | ------------------------------------------ | --------------- |
| 1948 | Enobarbus, Antonius anhängare | Antonius och Kleopatra William Shakespeare | Alf Sjöberg     |
| 1959 | Professorn                    | Vägglusen Vladimir Majakovskij             | Staffan Aspelin |
| 1963 | Den korpulente                | Bastu på badort Hans Abramson              | Hans Abramson   |

### Fotnoter
1. 1 2   Sveriges dödbok 1901–2009 Swedish death index 1901–2009 (DVD-rom) (Version 5.0). Solna: Sveriges släktforskarförbund. 2010. Libris 11931231. ISBN 978-91-87676-59-8
2. 1 2 3  ”Åke Claesson”. Svensk Filmdatabas. http://www.sfi.se/sv/svensk-filmdatabas/Item/?type=PERSON&itemid=58828&ref=%2ftemplates%2fSwedishFilmSearchResult.aspx%3fid%3d1225%26epslanguage%3dsv%26searchword%3d%C3%A5ke+claesson%26type%3dPerson%26match%3dBegin%26page%3d1%26prom%3dFalse. Läst 20 februari 2013.
3. 1 2  Rotemannen, CD-ROM, Sveriges Släktforskarförbund/Stockholms Stadsarkiv (2012).
4. ↑  Uppslagsverket Finland: Teaterföreningen i Mariehamn
5. ↑  Svensk Filmdatabas: Åke Claesson
6. ↑  Svensk Biografisk Handbok 1963
7. ↑  SvenskaGravar
8. ↑  ”Teater Musik”. Dagens Nyheter:  s. 11. 2 september 1920. http://arkivet.dn.se/arkivet/tidning/1920-09-02/236/11. Läst 21 juli 2015.
9. ↑  ”Mexico-gold”. Musikverket. http://calmview.musikverk.se/CalmView/Record.aspx?src=CalmView.Performance&id=PERF22157&pos=13. Läst 4 april  2016.
10. ↑  ”Tilja o tribun”. Svenska Dagbladet:  s. 9. 20 september 1922. https://www.svd.se/arkiv/1922-09-20/9. Läst 27 februari 2017.
11. ↑  ”Babyn”. Musikverket. http://calmview.musikverk.se/CalmView/Record.aspx?src=CalmView.Performance&id=PERF22158&pos=14. Läst 4 april  2016.
12. ↑  Hj. L. (4 december 1927). ”Tollie Zellman börjar sitt gästspel i Markisinnan”. Hufvudstadsbladet:  s. 14. https://digi.kansalliskirjasto.fi/sanomalehti/binding/1535004?page=14. Läst 29 december 2024.
13. ↑  Hj. L. (6 mars 1929). ”Tollie Zellmans gästspel i 'Patrasket' en glänsande succé”. Hufvudstadsbladet:  s. 7. https://digi.kansalliskirjasto.fi/sanomalehti/binding/1537542?page=7. Läst 29 december 2024.
14. ↑  Hj. L. (24 oktober 1929). ”'Tiggaroperan' på Svenska teatern”. Dagens press:  s. 7. https://digi.kansalliskirjasto.fi/sanomalehti/binding/1539547?page=7. Läst 17 juli 2025.
15. ↑  ”Johan Ulfstjerna”. Musik- och Teaterbiblioteket. https://calmview.musikverk.se/CalmView/Record.aspx?src=CalmView.Performance&id=PERF13874&pos=774. Läst 3 mars 2025.
16. ↑  O. R-t. (2 juni 1940). ”'Diana går på jakt' på Nya teatern”. Dagens Nyheter:  s. 9. https://arkivet.dn.se/tidning/1940-06-02/148/9. Läst 8 mars 2025.
17. ↑  ”'Det evigt manliga' på Vasateatern”. Dagens Nyheter:  s. 10. 28 juni 1941. http://arkivet.dn.se/arkivet/tidning/1941-06-28/172/10. Läst 25 augusti 2015.
18. ↑  ”Radioprogrammet”. Dagens Nyheter:  s. 22. 31 december 1948. https://arkivet.dn.se/tidning/1948-12-31/355/22. Läst 3 juni 2018.
19. ↑  ”Radioprogrammet”. Dagens Nyheter:  s. 38. 15 januari 1959. http://arkivet.dn.se/arkivet/tidning/1959-01-15/13/37. Läst 18 mars 2016.
20. ↑  ”Hört i radio”. Dagens Nyheter:  s. 15. 11 februari 1963. http://arkivet.dn.se/arkivet/tidning/1963-02-11/41/15. Läst 20 mars 2016.